# Gareth Sciberras
Gareth Sciberras (Pietà, 29 marzo 1983) è un ex calciatore maltese, di ruolo centrocampista.

## Carriera

### Club
Sciberras inizia a giocare nel San Gwann. Nel 2000 passa al Pietà Hotspurs, dove milita per cinque stagioni, in cui gioca più o meno con continuità.
Nel 2005 si trasferisce al Marsaxlokk, dove disputa sei ottime stagioni, vincendo anche un campionato maltese.

Nonostante l'anno prima avesse deciso di restare anche in Prima Divisione, nel 2011 si trasferì al Birkirkara, dove ha militato fino al 2017, anno del ritiro.

### Nazionale
Dopo aver fatto la trafila di tutte le nazionali giovanili, l'11 dicembre 2003 Sciberras esordisce con la nazionale maggiore, nella partita persa 4-0 con la Polonia.

## Palmarès

### Club

#### Competizioni nazionali
- Campionato maltese: 2

Marsaxlokk: 2006-2007
Birkirkara: 2012-2013
- Coppa di Malta: 1

Birkirkara: 2014-2015
- Supercoppa di Malta: 2

Birkirkara: 2013, 2014